# Xu Kun
Xu Kun (xinès simplificat: 徐坤) (Shenyang 1965 -) escriptora i dramaturga xinesa. Ha escrit novel·les i també ha publicat diverses col·leccions de ressenyes literàries i una dotzena de col·leccions de contes. És una de les escriptores més destacades de l’última generació de literatura femenina xinesa, la de la dècada dels 90.

## Biografia
Xu Kun va néixer el 5 de març de 1965 a Shenyang, capital de província de Liaoning (Xina). Des de setembre de 1980 fins a juliol de 1982, va estudiar a l'Escola Mitjana Experimental de la província de Liaoning. Des de setembre de 1982 fins a juliol de 1989, va fer la llicenciatura i el postgrau al Departament xinès de la Universitat de Liaoning i va obtenir un màster.
Va obtenir el títol de doctor en Literatura a l’Escola Superior de Ciències Socials de la Xina.
Vicepresidenta de l'Associació d'escriptors de Pequín.

### Carrera literària
Va començar a escriure novel·les el 1993, mentre seguia els seus estudis acadèmics.
La majoria dels seus escrits són històries curtes, però també ha escrit dues obres de teatre una de les quals, "Qing Hu" (青 狐), es l'adaptació d'una novel·la homònima de l'escriptor Wang Meng (王蒙).
Diverses de les seves obres han estat traduïdes a l'anglès, francès, rus i japonès.

### Estil
Els protagonistes de Xu són sovint intel·lectuals que han perdut el centre de gravetat en el tracte amb un entorn cultural desconegut carregat d’energia i desitjos materialistes, un món confús i absurd que provoca una gran ansietat als seus personatges.
La destí de les dones, els problemes sentimentals i les reflexions sobre la tradició cultural i la modernitat també són temes recurrents a l’obra de Xu. Destaca pel seu estil exigent, que dificulta la traducció i la ironia subtil amb la qual solen ser tractats els temes.
Als seus primers temps, se la va comparar amb l'escriptor Wang Shuo (王朔), se la va qualificar de "postmodernista", es deia que era avantguardista i realista, però ha defensat un humanisme femení, lleugerament subversiu i satíric.

## Obres destacades
- 1996: 热狗 (Hot Dog)

- 1997: 厨房 (Kitchen)
- 1999: 爱人同志 (My Beloved Comrade)
- 2002: 一个 老外 在 中国 (Un estranger a la Xina)
- 2004: 北京 以北 (Nord de Pequín)
- 2005: 午夜广场最后的探戈 (Last Tango in the Square One Midsummer Night)
- 2006: 销签 (Visa Cancelling)
- 2007: 野草 根 (Wild Grass Roots)

### Premis
Xu ha guanyat més de 20 premis nacionals, inclosos el premi literari Feng Mu (2000) i el premi literari Zhuang Zhongwen (2003).
- The Kitchen va rebre el segon premi literari Lu Xun.
- August Rhapsody (八月 狂想曲) va guanyar el premi Five-One Project del Departament de Publicitat del Comitè Central del CPC, així com el quart Premi Literari Lao She.
- Weed Roots va ser nomenat un dels deu millors llibres xinesos el 2007 per la revista Hong Kong Asia Week.